# یاستژنبسکو ستاره
یاستژنبسکو ستاره (به لاتین: Jastrzębsko Stare) یک روستا در لهستان است که در گمینا نوو تومشل واقع شده‌است. یاستژنبسکو ستاره ۶۶۰ نفر جمعیت دارد.